# Hoofdbedrijfschap Detailhandel
Het Hoofdbedrijfschap Detailhandel (HBD) was een organisatie waarin de werkgevers- en werknemersorganisaties in de detailhandel samenwerkten aan een gezonde detailhandel waarin het goed ondernemen en werken is.

## Wettelijk kader
Het HBD was een zogenoemde publiekrechtelijke bedrijfsorganisatie. Daardoor was iedere onderneming in de detailhandel verplicht aangesloten bij het HBD. Het maakte daarbij geen verschil of de detailhandel plaatsvond in een winkel of een marktkraam of via postorder of internet. Iedere bedrijfsmatige verkoop van goederen aan particulieren viel onder detailhandel. De heffing die betaald moest worden was afhankelijk van de grootte van het bedrijf en de sector waarin het bedrijf zich bevond.
Het HBD hield zich bezig met onderwerpen zoals de bestrijding van (winkel)criminaliteit, ruimtelijke ordening, sociale wetgeving en scholing. Een van de laatste projecten was het nieuwe winkelen.
Het bestuur van het HBD bestond uit afgevaardigden van:
- Nationale Winkelraad van MKB-Nederland
- Raad Nederlandse Detailhandel
- Centrale Vereniging voor Ambulante Handel
- FNV Bondgenoten
- CNV Dienstenbond

## Activiteiten gestaakt
Het HBD heeft de activiteiten eind 2013 gestaakt. In 2014 volgde de administratieve en juridische afwikkeling. Het HBD-bestuur besloot hiertoe in december 2012, vooruitlopend op het kabinetsbesluit de product- en bedrijfschappen op te heffen.

## Onderdelen overgedragen
Enkele belangrijke activiteiten worden door andere organisaties voortgezet. Een aparte stichting, Stichting Detailhandelseconomie en Maatschappij (StiDEM), draagt zorg voor de continuïteit van het vergaren, verrijken en verspreiden van de basisinformatie van de detailhandel.